# Vlčí hory (film)
Vlčí hory (The Mountains of the Wolf) je španělský přírodopisný dokumentární film z roku 2003. Českou premiéru měl na kanále Viasat Nature.

## Příběh
Film ze začátku sleduje život vlčí smečky v horách severního Španělska. Po lovu na vysokou zvěř však vůdce smečky nepouští některé vlky k jídlu a oznamuje, že je čas vyrazit zpět. V noci se někteří níže postavení členové smečky rozhodnou nažrat se a dva jedinci - Lobo a jeho mistr opustí teritorium zanedlouho již bývalé smečky. Dostávají se tak do blízkosti člověka, ale i při překročení silnice se jim nic nestane. Mistr učí Loba loveckým taktikám a při tom neustále utíkají. Na území jedné smečky jsou dokonce napadeni, ale podaří se jim přežít. Po spánku se však Lobo probudí a zjišťuje, že jeho mistr je mrtev. Na další dobrodružství se vydává na pobřeží, kde najde mrtvolu delfína. Uslyší hlas samice z cizí, pobřežní smečky a vydává se za ní. Je sice napaden domovskými vlky, ale podaří se mu útéci a odejde se samicí zpět na pobřeží, kde jí nabízí mrtvolu delfína. O něco později se jim v nedalekém lese narodí tři mláďata.